# (18497) Nevězice
(18497) Nevězice – planetoida z pasa głównego asteroid okrążająca Słońce w ciągu 3 lat i 161 dni w średniej odległości 2,28 j.a. Została odkryta 11 czerwca 1996 roku w Obserwatorium Kleť w pobliżu Czeskich Budziejowic przez Miloša Tichego i Zdenka Moravca. Nazwa planetoidy pochodzi od małego czeskiego miasta Nevězice. Przed jej nadaniem planetoida nosiła oznaczenie tymczasowe (18497) 1996 LK1.